# 吳璥
吳璥（1747年—1822年），字式如，號崧圃，浙江杭州府錢塘縣人，清朝政治人物。

## 生平
乾隆四十三年（1778年）戊戌科二甲第四名進士。選翰林院庶吉士，四十四年（1779年）丁父憂，服闋，四十九年（1784年）散館授編修，五十年（1785年）升侍講學士，五十三年（1788年）任陝西鄉試正考官，五十四年（1789年）任安徽學政，因其父曾任江南河道總督，同年乾隆帝召對時向其詢問河務，應答稱旨，任河南開歸陳許道，五十六年（1791年）升河南按察使，五十七年（1792年）升河南布政使，六十年（1795年）任河南巡撫。
嘉慶二年（1797年）擊潰反清起事，丁母憂而留任，四年（1799年）任河東河道總督，長期專務治河，十三年（1808年）召回京升刑部尚書，同年改任江南河道總督，十五年（1810年）加太子少保，同年引疾乞休，十七年（1812年）起為光祿寺卿，改吏部右侍郎，十九年（1814年）復任河東河道總督，二十年（1815年）正月升兵部尚書，二十二年（1817年）改刑部尚書，二十五年（1820年）二月改吏部尚書、協辦大學士，同年署河南巡撫、河東河道總督，道光元年（1821年）引疾致仕，二年（1822年）吏部左侍郎那彥寶治河不力降調，追論吳璥予同罪，褫花翎，同年卒。

## 家族
父吳嗣爵，吏部右侍郎。女吳芳珍（字韻卿，號清黁），適李增厚，有子李德儀。

## 延伸阅读
[在维基数据编辑]
 《清史稿·卷360》，出自趙爾巽《清史稿》
 在维基共享资源阅览影像

## 外部連結
- 吳璥 （页面存档备份，存于）

| 官衔          | 官衔                                                                                    | 官衔          |
| ------------- | --------------------------------------------------------------------------------------- | ------------- |
| 前任： 初彭齡 | 兵部漢尚書 嘉慶二十年正月癸卯－嘉慶二十二年三月辛未 （1815年2月25日－1817年5月13日）    | 繼任： 盧蔭溥 |
| 前任： 戴均元 | 吏部漢尚書 嘉慶二十五年二月癸卯－嘉慶二十五年九月壬戌 （1820年3月30日－1820年10月15日） | 繼任： 劉鐶之 |